# (9036) 1990 SJ16
A (9036) 1990 SJ16 a Naprendszer kisbolygóövében található aszteroida. Henry E. Holt fedezte fel 1990. szeptember 17-én.